# Uzmi ili ostavi
Uzmi ili ostavi (eng. Deal or No Deal), bila je televizijska igra koja se prikazivala na HTV-u 2, a u kojoj su natjecatelji igrali igru kako bi osvojili novčanu nagradu u vrijednosti do 500 000 kuna. Show je imao nekoliko sezona te preko 246 emisija (epizoda), a prikazivao se tri puta tjedno: ponedjeljkom, utorkom i srijedom u 20h. 
21 natjecatelj iz svake hrvatske županije u svakoj emisiji imao je mogućnost biti jedan od onih koji će zaigrati igru. Svaki od njih imao je jednu kutiju (21 kutija ukupno), u kojoj se nalazila po jedna vrijednost (21 vrijednost). Igra ispituje hrabrost ponude "banke" te čija će intuicija i sreća dovesti ih do 500 000 kn.

### U Hrvatskoj
Voditelji su bili redom: Željko Pervan, Mirko Fodor, Mario Petreković i Duško Modrinić. Nastupali su predstavnici 21 županije.
Rekordi
- Najviši dobitci:

1. 320 000 kn Miroslava Novak 2008.[3]